# 鈍葉小赤蘚
鈍葉小赤蘚（学名：Oligotrichum obtusatum）为土馬騣科小赤蘚屬下的一个种。